# John Davies (Bischof, 1927)
John Dudley Davies (* 12. August 1927) ist ein britischer anglikanischer Geistlicher.
Nach seinem Studium am Trinity College in Cambridge und am Lincoln Theological College und der Weihe zum Diakon (1953) und Priester (1954) ging Davies nach Südafrika. Er war unter anderem Seelsorger an der Witwatersrand-Universität und engagierte sich im Widerstand gegen die Apartheid, was schließlich 1970 zu seiner Ausweisung durch die südafrikanische Regierung führte. Zurückgekehrt nach England, arbeitete er auch dort unter anderem als Kaplan an der Keele University, als Rektor des College of the Ascension in Selly Oak, Birmingham, und als Beauftragter für Mission in der Diözese St Asaph.
1987 wurde Davies als „Bischof von Shrewsbury“ Suffraganbischof in der Diözese Lichfield und empfing am 5. Februar 1987 durch Erzbischof Robert Runcie die Bischofsweihe. 1994 trat er in den Ruhestand.
Davies ist Autor von mehr als zehn Büchern.